# Delareyville
Delareyville este un oraș din Africa de Sud.